# Etnia dongxiang

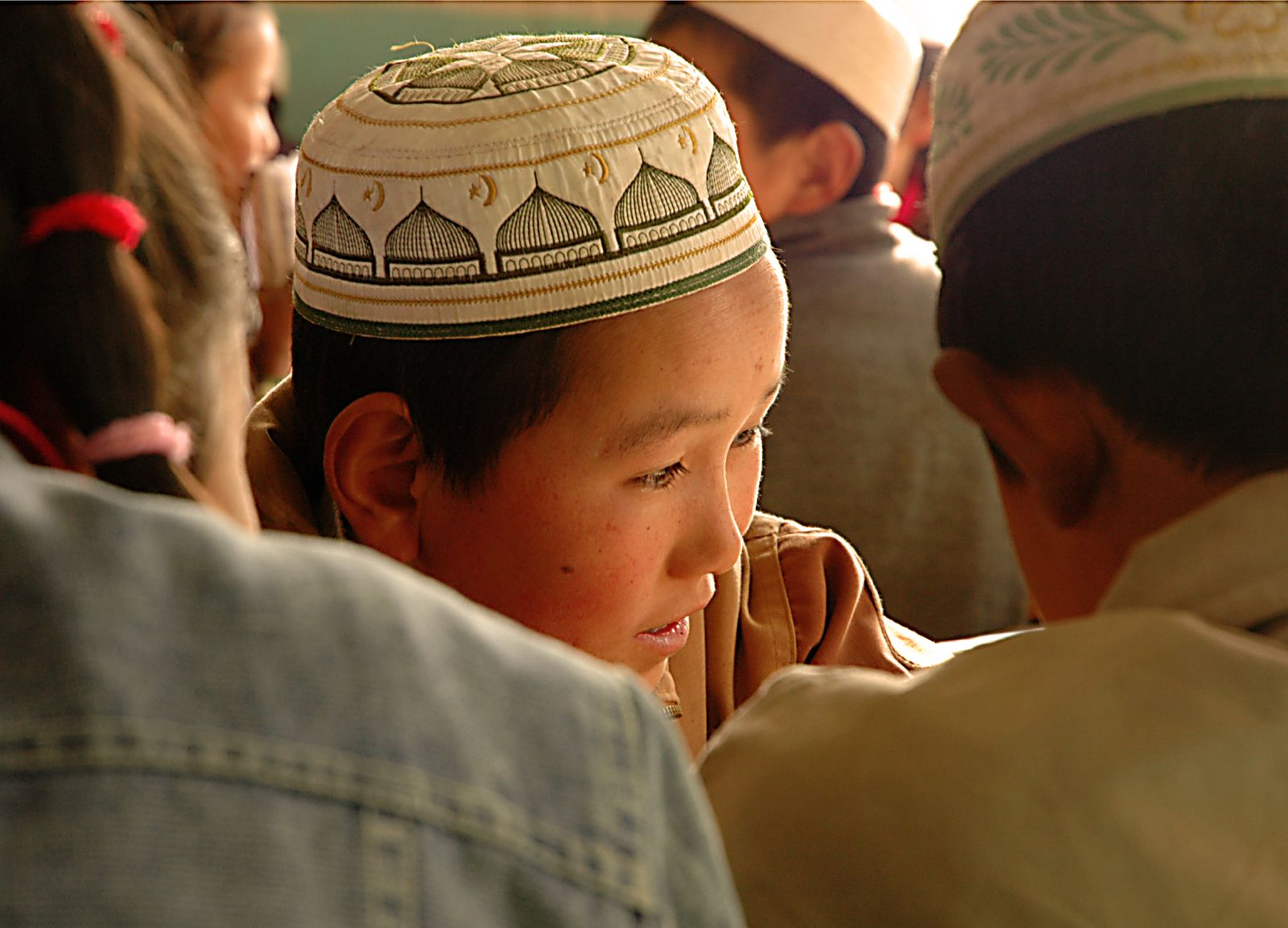
Jóvenes dongxiang.

Los dongxiang (chino simplificado: 东乡族; chino tradicional: 東鄉族; pinyin: Dōngxiāng zú) son un grupo étnico de Asia, una de las 56 minorías oficialmente reconocidas por el gobierno de la República Popular China. Relacionados con los mongoles, habitan principalmente en la Condado Autónomo Dongxiang de la provincia de Gansu. Su población aproximada es de 380.000 personas. 

## Idioma
Los dongxiang tienen su propio idioma, perteneciente al grupo de las lenguas mongólicas. Algunas de las palabras el vocabulario dongxiang son prestámos lingüísticos del chino. Otras son idénticas al idioma mongol actual.
El idioma dongxiang no tiene un alfabeto escrito. Para transcribir su idioma, se utilizan tanto los caracteres chinos como los del idioma árabe.

## Historia
Durante el siglo XIII, China estuvo dominada por las tropas mongoles. El ejército de Gengis Kan se estableció en el país y se relacionó con los habitantes chinos. Fruto de estas relaciones poco a poco se fue desarrollando un nuevo grupo étnico que recibió el nombre de dongxiang por la localización geográfica en la que estaba situado.
Algunos historiadores sostienen sin embargo que los dongxiang son fruto de una mezcla de diferentes etnias, en concreto de los hui, han, tibetanos y mongoles. Antes de la formación de la República Popular China en 1949, los dongxiang no estaban reconocidos como etnia y recibían el nombre de "mongoles huihui".

## Cultura
La vestimenta tradicional de los dongxiang no es uniforme y varía según los diferentes poblados. Los hombres suelen vestir en colores oscuros, sobre todo en negro y marrón. las mujeres visten el velo tradicional utilizado en el islam.
La base de la economía de los dongxiang es la agricultura. Los principales productos que cultivan son las patatas, el maíz y el trigo. Son también unos reconocidos artesanos, especializados en la elaboración de alfombras tradicionales. 

## Religión
Los dongxiang practican el Islam sunní.
Están divididos en tres grupos: los "nuevos", los "viejos" y los "emergentes". Los tres grupos han estado frecuentemente enfrentados ya que su visión de la religión es diferente. Los "nuevos" son más fundamentalistas que los otros dos grupos. Los "viejos" prestan especial atención a la adoración de los sabios musulmanes.
- Datos: Q750472
- Multimedia: Dongxiang people / Q750472